# Колмар (Горњопровансалски Алпи)
Колмар (фр. Colmars) насеље је и општина у Француској у региону Прованса-Алпи-Азурна обала, у департману Горњопровансалски Алпи која припада префектури Кастелан.
По подацима из 2011. године у општини је живело 391 становника, а густина насељености је износила 4,78 становника/km². Општина се простире на површини од 81,82 km². Налази се на средњој надморској висини од 1250 метара (максималној 2.742 m, а минималној 1.178 m).

## Демографија
| 1962. | 1968. | 1975. | 1982. | 1990. | 1999. | 2011. |
| ----- | ----- | ----- | ----- | ----- | ----- | ----- |
| 311   | 360   | 311   | 314   | 367   | 378   | 391   |

График промене броја становника у току последњих година